# Eine wie keine (Fernsehserie)
Eine wie Keine ist eine deutsche Seifenoper. Sie wurde vom 16. November 2009 bis zum 17. September 2010 wochentags um 18 Uhr von Sat.1 und dem ORF eins ausgestrahlt.
Seit Mai 2012 strahlt der digitale Bezahlfernsehsender Sat.1 emotions die gesamten Folgen von Eine wie Keine in regelmäßigen Abständen wieder aus.

## Handlung
Manuela Berlett ist eine glücklich verheiratete Frau, bis ihr Mann Ralf sie betrügt und die Scheidung einreicht. Gemeinsam mit seiner Freundin Lindi stellt er Manu als schlechte Mutter hin, woraufhin ihr das Sorgerecht für den achtjährigen Daniel entzogen wird. Durch ihren neuen Job als Reinigungskraft im Berliner Luxushotel Aden will sie dem Gericht beweisen, dass sie in der Lage ist, das Sorgerecht auszuüben, und gleichzeitig wieder Ordnung in ihr Leben bringen. Im Aden trifft sie auf dessen General Manager Mark Braun, der ihr auf Anhieb gefällt, jedoch in seiner Arroganz in der Welt der Reichen und Intriganten eigene Ziele verfolgt und sie zunächst nur für seine Zwecke missbraucht. Im Aden verfolgt jeder seine eigenen Ziele, und Manu gerät zwischen die Fronten der Hoteliers.

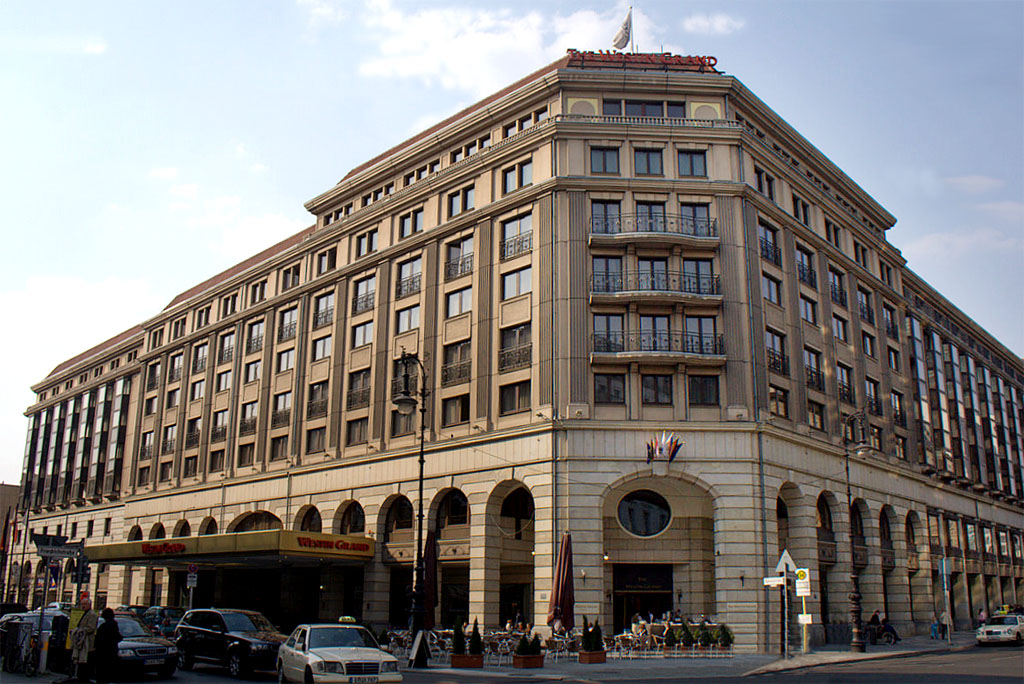
Im Hotel Aden (in Wirklichkeit das Westin Grand Berlin) spielen sich die meisten Handlungsstränge ab

Mit der Zeit haben Mark und Manu sich angefreundet. Beide empfinden Gefühle füreinander, obwohl sie es nicht zugeben wollen. Marks Verlobte Alexandra steht den beiden noch im Weg. Nachdem diese erfahren hat, dass Mark nicht aus reichem Hause kommt und ein Hochstapler ist, trennt sie sich von ihm und geht eine Beziehung mit Marks Bruder Philip ein. Das Glück zwischen Manu und Mark wird durch zahlreiche Intrigen von Philip und Alexandra immer noch auf die Probe gestellt.

### Hauptcharaktere

#### Manuela und Mark Braun
Manuela Berlett stammt aus eher kleinbürgerlichen Verhältnissen. Mit ihrem neuen Job als Reinigungskraft im Grandhotel Aden tauchte sie in eine neue Welt ein und lernte ihren Traummann kennen: Den General Manager Mark Braun. Dieser war anfangs allerdings gar nicht interessiert an Manu. Neben ihrem Job musste sie um das Sorgerecht für ihren Sohn Daniel kämpfen. Dies war gar nicht so einfach, denn ihr Ex-Mann Ralf machte ihr das Leben zu Hölle. Manus beste Freundin Eva sowie ihre Schwester Jana standen ihr mit Rat und Tat zu Seite.
Mark Braun war anfangs General Manager im Aden und mit der Hotelerbin Alexandra Aden liiert. Schon bald entdeckte er Gefühle für das Zimmermädchen Manuela Berlett. Nachdem herauskam, dass Mark aus sehr kleinbürgerlichen Verhältnissen stammt und Alexandra bemerkte, dass Mark sie belogen hat, machte sie mit ihm Schluss. Bis Mark wieder als General Manager arbeiten durfte, übte er den Beruf eines Pagen aus, um über die Runden zu kommen.

#### Daniel Berlett
Daniel „Danni“ Berlett ist der Sohn von Manu und Ralf. Daniel litt anfangs sehr unter der Trennung von seinen Eltern sowie dem Sorgerechtsstreit um ihn. Danni hat gelernt, mit den Lebensgefährten seiner Mutter klarzukommen.

#### Ralf Berlett und Lindi Kurowski
Ralf Berlett ist der Ex-Mann von Manu. Mit ihr hat er den gemeinsamen Sohn Daniel Berlett. Ralf ist Besitzer eines Autohauses. Ralf kämpfte zusammen mit seiner Freundin Lindi mit unfairen Mitteln um das Sorgerecht seines Sohnes und gewann es dann auch. Später verließ er mit Lindi Berlin. Da jedoch sein Autohaus konkurs gegangen ist, kehrte er zurück nach Berlin und macht wieder Manu das Leben schwer.
Lindi Kurowski ist die bauernschlaue Freundin von Ralf. Lindi musste lange baggern, um Ralf, eine der besten Partien aus Neukölln, zu erobern. Sie will mit dem Autohausbesitzer eine eigene Familie gründen, um so ein „sicheres Plätzchen“ in der Welt zu ergattern. Lindi weiß, dass sie Ralf niemals für sich alleine haben wird, solange er wegen Daniel dauernd zu Manu Kontakt hat. Deshalb setzt sie alles daran, dass Ralf das Sorgerecht für Daniel bekommt und es auch behält. Dafür schreckt sie vor keiner noch so perfiden Intrige zurück.

#### Eva Zielinski und Oliver Gradmann
Eva Zielinski ist Manus beste Freundin und immer für sie da. Dank ihrer frechen, offenen Art wirkt sie auf den zweiten Blick extrem anziehend. Sie arbeitet in der Nähe des Grand Hotel Aden in dem urigen, türkischen Imbiss 40 Räuber und verliebt sich in Oliver, Marks besten Freund.
Oliver Gradmann ist Marks bester Freund und Finanzchef des Hotels. Dementsprechend eng arbeitet er mit Mark zusammen. Er ist ein glatzköpfiger, vollschlanker Typ und verfügt über ein großes theatralisches Temperament. Manches Mal droht er an Marks neuesten Kapriolen zu verzweifeln. Die beiden kennen sich seit einigen Jahren, dennoch gibt Mark immer nur so viel von seiner Vergangenheit preis, wie es gerade nötig ist.

#### Jessica Schneider und Moritz Berg
Jessica Schneider ist eine angepasste Erscheinung. Als sie eine Chance bekommt, gleich mehrere Stufen der Karriereleiter zu überspringen, wenn sie dafür ihre alten Loyalitäten aufgibt und sogar verrät, kann sie nicht widerstehen. Die Freundschaft zu Manu wird sie lehren, dass es wichtigere Dinge im Leben gibt als Karriere und berufliches Ansehen.
Moritz Berg ist sehr intelligent, aber zu verbohrt, als dass er daraus etwas machen würde. Vielmehr spielt er die Cleverness bei seinen Coups aus, um seine Freunde und die Mädels zu beeindrucken – was ihm problemlos gelingt, denn er hat eine große Klappe, sieht gut aus und kann sehr charmant sein. Genau genommen ist er ein kleiner James Dean, der es durch seine Schlitzohrigkeit und Überzeugungskraft schafft, dass man ihn bewundert und ihn gerne um sich hat.

#### Alexandra Aden
Alexandra Aden war Marks zukünftige Verlobte. Sie ist glamourös und elegant. Seit der Trennung ihrer Eltern pendelt sie zwischen dem Nobelhotel des Vaters und dem edlen Gestüt der Mutter. Solange Alexandra im Mittelpunkt steht, können ihre Freunde mit ihrer großzügigen Unterstützung rechnen. Wer aber der attraktiven Erbin ihre Position streitig machen will, erkennt schnell, dass hinter der edlen Fassade eine toughe und hart kalkulierende Kämpferin steckt, die für nichts in der Welt ihren Status aufgeben würde.

#### Philip Sachs und Gina Pollodoro
Philip Sachs ist Marks älterer Bruder und zukünftiger Erbe der Sachs-Investorengruppe. Er will sich die Achtung seines reichen Stiefvaters Adrian Sachs um jeden Preis verdienen. Akribisch und skrupellos ist er seinen Gegnern meist einen Schritt voraus. Er spürt jedoch, dass er für Adrian nur der Ersatz für einen „echten“ Sohn ist und tut alles, um den Erwartungen seines Stiefvaters gerecht zu werden. Philip steigt zum gleichberechtigten Hoteldirektor des Aden auf und verdrängt Mark.
Gina Pollodoro ist die stellvertretende Hoteldirektorin. Sie ist klein, drahtig und krankhaft ehrgeizig. Wie Mark hat sie alle Stufen auf der Karriereleiter mit harter Arbeit gemeistert – leider ist sie eine Position unter ihm gelandet, da ihr das eine Quạ̈ntchen… Chuzpe fehlt. Sie strebt Marks Posten an, und dafür macht sie gerne mit Philip gemeinsame Sache. Gina setzt ihre Attraktivität meist für ihre Karriere ein. Zu echter Liebe ist sie nicht fähig. Erst als ihre Daueraffäre Carlo sich anderweitig orientiert, erkennt Gina, wie es sich anfühlt, ganz alleine auf der Welt zu sein.

## Vorspann
Das Titellied der Serie ist „Weißt du was Liebe ist“ von Aleen.
Bis Folge 135 sah man einen Vorspann mit der Geschichte, dass Manu als neue Arbeitskraft ins Hotel kommt, nachdem ihr Ex-Mann ihren Sohn weggenommen hat und sie direkt auf ihren Traummann Mark trifft. Ab Folge 136 bis zum Ende der Soap sah man als Vorspann einzelne Szenen, die schon gezeigt wurden und mehr Charaktere der Serie als zuvor.
Darsteller im Vorspann (Chronologisch geordnet)
- Folge 1 bis 135: Marie Zielcke (Manu), Alexander Türk (Daniel), Christian Kahrmann (Ralf), Mirjam Heimann (Lindi), Arne Stephan (Mark)

- Folge 136 bis 212: Marie Zielcke (Manu), Arne Stephan (Mark), Alexander Türk (Daniel), Ivonne Schönherr (Alexandra), Philipp Romann (Philip), Prodromos Antoniadis (Oliver), Anett Heilfort (Eva), Eugen Bauder (Moritz), Isabell Ege (Jessica), Sophia Thomalla (Chris)

## Produktion
Eine wie keine wurde von September 2009 bis Juli 2010 von den UFA-Schwestern Grundy UFA und Phoenix Film in den Studios der Berliner Union-Film produziert. Die Serie war nach Anna und die Liebe die zweite Koproduktion von Sat.1 und dem österreichischen Sender ORF eins. Die Hauptrollen der Manu und des Mark wurden von Marie Zielcke und Arne Stephan verkörpert. Die Daily Soap war anfangs auf 254 Folgen angelegt, aufgrund der schlechten Quoten wurden 212 Episoden produziert. Die Außenaufnahmen des in der Serie „Hotel Aden“ genannten zentralen Ortes im Film wurden in Berlin in der Friedrichstraße 158 bis 164 Ecke Behrenstraße, dem Hotel „Westin Grand Berlin“ aufgenommen. Westin Grand hatte dafür einen Kooperationsvertrag mit der Produktion der Serie abgeschlossen.
Die Zuschauerzahlen waren seit der Erstausstrahlung unter dem Senderdurchschnitt. Mit zahlreichen Auftritten von Prominenten versuchte Sat.1 die Quoten hochzutreiben. Damit mehr junge Leute die Serie anschauten, hatten die Macher sich dazu entschlossen, die jüngeren Darsteller mehr in den Vordergrund zu stellen. Dieses Konzept wurde im April 2010 bekannt. Da die Quoten jedoch nur minimal anstiegen und die Seifenoper immer noch deutlich unter dem Senderschnitt lag, wurde im Juli 2010 die letzte Szene gedreht. Anstatt nach geplanten 254 Folgen endet die Serie schon nach 212 Folgen. Am 17. September wurde die letzte Episode in Sat.1 ausgestrahlt. Seit dem 20. September 2010 war die ganze Soap nochmals werktags auf sixx im Nachmittagsprogramm zu sehen.

## Auszeichnungen

### Schauspieler im Rahmen von „Eine wie keine“
German Soap Award 2011
Nominierungen:
- Beste Darstellerin Daily Soap – Anett Heilfort, Marie Zielcke
- Bester Darsteller Daily Soap – Arne Stephan, Prodromos Antoniadis
- Bestes Liebespaar – Arne Stephan und Marie Zielcke
- Bösester Fiesling – Philipp Romann
- Bester Newcomer – Ronja Peters
- Sexiest Woman – Sophia Thomalla
- Sexiest Man – Eugen Bauder

## Besetzung

### Protagonisten
| Schauspieler  | Rollenname                                          | Folgen | Jahre     | Bemerkungen |
| ------------- | --------------------------------------------------- | ------ | --------- | --- |
| Marie Zielcke | Manuela „Manu“ Braun, geb. Blaschke, gesch. Berlett | 1–212  | 2009–2010 | Ehemalige Concierge im Aden Zuvor Zimmermädchen im Aden Ehefrau von Mark, Mutter von Daniel, Schwester von Jana, Ex-Frau von Ralf, Ex-Verlobte von Toni                |
| Arne Stephan  | Mark Braun                                          | 1–212  | 2009–2010 | Ehemaliger General Manager im Aden Zeitweise Page Ehemann von Manu, Halbbruder von Philip, Sohn von Ingrid und Adrian, Ex-Verlobter von Alexandra, Stiefvater von Dani |

### Hauptdarsteller
| Schauspieler             | Rollenname                          | Folgen          | Jahre          | Bemerkungen |
| ------------------------ | ----------------------------------- | --------------- | -------------- | --- |
| Christian Kahrmann       | Ralf Berlett                        | 1–107 182–207   | 2009–2010 2010 | Pause von April bis August 2010 Autohausbesitzer Vater von Daniel, Ex-Mann von Manu, Ex-Freund von Lindi kehrt nach Berlin zurück, um die Insolvenz seines Autohauses abzuwickeln                  |
| Mirjam Heimann           | Lindi Kurowski                      | 1–107 182–207   | 2009–2010 2010 | Pause von April bis August 2010 Kosmetikerin im Aden Ehemaliges Zimmermädchen im Aden Ex-Freundin von Ralf, One-Night-Stand von Oliver verlässt Berlin, kehrt mittellos nach Berlin zurück         |
| Alexander Türk           | Daniel „Dani“ Berlett               | 1–212           | 2009–2010      | Sohn von Manu und Ralf, Neffe von Jana, Stiefsohn von Mark |
| Anett Heilfort           | Eva Gradmann geb. Zielinski         | 1–212           | 2009–2010      | Geschäftsführerin im Julius; Ehemalige Mitarbeiterin im Aden Ehemalige Mitarbeiterin im 40 Räuber Ehefrau von Oliver                                                                               |
| Philipp Romann           | Philip Sachs                        | 1–212           | 2009–2010      | Ehemaliger Hoteldirektor im Aden Halbbruder von Mark, Sohn von Ingrid, Stiefsohn von Adrian, Ex-Verlobter von Alexandra und Gina Muss in U-Haft                                                    |
| Regine Hentschel         | Paula Gabrian                       | 1–212           | 2009–2010      | Hausdame im Aden Freundin von Suleyman |
| Elisabeth Sutterlüty     | Gina Pollodoro                      | 1–212           | 2009–2010      | Ehemalige General Managerin im Aden Ex-Verlobte von Philip, Ex-Affäre von Carlo, Jürgen und Philip                                                                                                 |
| Thomas Engel             | Marcel Rehtaler                     | 1–212           | 2009–2010      | Concierge im Aden Ex-Freund von Pilar |
| Prodromos Antoniadis     | Oliver Gradmann                     | 1–212           | 2009–2010      | Finanzchef im Aden Ehemaliger General Manager im Aden Ehemaliger Mitarbeiter in einem Großmarkt Ehemann von Eva, One-Night-Stand von Lindi                                                         |
| Birge Funke              | Karin Keller                        | 1–212           | 2009–2010      | Ehemalige Sekretärin des General Managers im Aden Freundin von Carlo Wandert mit Carlo in den Süden aus.                                                                                           |
| Isabell Ege              | Jessica „Jessi“ Schneider           | 1–212           | 2009–2010      | Zimmermädchen und Guest Assistent im Aden Freundin von Mo, One-Night Stand von Bilge |
| Olgu Caglar              | Bilge Üzüm                          | 1–212           | 2009–2010      | Inhaber des Julius’ Ehemaliger Guest Assistant im Aden Sohn von Süleyman, One-Night-Stand von Jana und Jessi                                                                                       |
| Hussi Kutlucan           | Süleyman Üzüm                       | 2–212           | 2009–2010      | Haustechniker im Aden Ehemaliger Besitzer des Imbisses 40 Räuber Vater von Bilge, Freund von Paula                                                                                                 |
| Anna Schäfer             | Emily Körner Künstlername: Emily K. | 4–118           | 2009–2010      | Modedesignerin Ex-Affäre von Julius Geht nach Paris |
| Günter Barton            | Julius Aden †                       | 4–145           | 2009–2010      | Ehemaliger Eigentümer des Adens Ex-Ehemann von Elisabeth, Vater von Alexandra, Patenonkel von Chris, Ex-Affäre von Emily starb an Herzversagen wegen unterlassener Hilfeleistung von Philip        |
| Birte Berg               | Elisabeth Aden                      | 4–212           | 2009–2010      | Leiterin eines Gestüts Witwe von Julius, Mutter von Alexandra, Ex-Freundin von Fernando |
| Ivonne Schönherr         | Alexandra Aden                      | 4–212           | 2009–2010      | General Managerin und Eigentümerin des Aden Tochter von Julius und Elisabeth, Ex-Verlobte von Mark und Philip                                                                                      |
| Ron Holzschuh            | Anton „Toni Montana“ Berg           | 5–212           | 2009–2010      | Ehemaliger Chefbarkeeper im Aden Bruder von Moritz, Ex-Verlobter von Manu, Ex-Freund von Jana geht nach Brasilien                                                                                  |
| Sophia Thomalla          | Chris Putzer                        | 6–205           | 2009–2010      | Ehemalige Auszubildende, Zimmermädchen und Guest Assistant im Aden, Ehemalige Eigentümerin des Julius Tochter von Alister, Patenkind von Julius, Ex-Freundin von Moritz geht zurück in die Schweiz |
| Mathias Kahler-Polagnoli | Carlo Pisani                        | 7–212           | 2009–2010      | Ehemaliger Chefkellner und Restaurantleiter im Aden Freund von Karin, Ex-Affäre von Gina Wandert mit Karin in den Süden aus                                                                        |
| Eugen Bauder             | Moritz „Mo“ Berg                    | 78–178, 189–212 | 2010           | Mitarbeiter im Julius Ehemaliger Mitarbeiter im 40 Räuber Bruder von Toni, Freund von Jessi, Ex-Freund von Chris, Ex-Affäre von Nelly                                                              |
| Ronja Peters             | Diana „Jana“ Blaschke               | 103–105 132–212 | 2010           | Pause von März bis April 2010 Chefbarkeeperin im Aden Schwester von Manu, Tante von Dani, Ex-Freundin von Toni, One Night Stand von Bilge                                                          |

### Nebendarsteller
| Schauspieler    | Rollenname       | Folgen                        | Jahre     | Bemerkungen |
| --------------- | ---------------- | ----------------------------- | --------- | --- |
| Alexander Huber | Viktor           | 1–212                         | 2009–2010 | Kellner im Aden |
| Jasper Vox      | Gandhi Vox       | 1–212                         | 2009–2010 | Hund von Philip, Ehemaliger Pflegehund von Manu |
| Karla Shepherd  | Denischa Martens | 1–212                         | 2009–2010 | Zimmermädchen im Aden |
| Joachim Kappl   | Adrian Sachs †   | 13–15 127–141 173–208         | 2009 2010 | Pause von Dezember 2009 bis Mai 2010 Juni 2010 bis August 2010 Stiefvater von Philip, Vater von Mark, Ex-Mann von Ingrid stirbt durch Verletzungen, die ihm im Zuge eines Streits mit Philipp zugefügt wurden        |
| Christian Feist | Knut Stöcker     | 52–94                         | 2010      | Eisbahnpächter Ex-Freund von Manu verlässt nach der Trennung von Manu die Stadt |
| Olivia Silhavy  | Ingrid Sachs     | 68–81 111–116 151–153 202–209 | 2010      | Pause von März bis April 2010 Pause von Mai bis Juni 2010 Pause von Juni bis September 2010 Mutter von Mark und Philip, Ex-Frau und Witwe von Adrian geht zurück nach Österreich, kommt öfters zu Besuch nach Berlin |

### Prominente Gastauftritte
| Prominenter                                                                                     | Rolle                            | Datum                   | Bemerkungen                                                                                  |
| ----------------------------------------------------------------------------------------------- | -------------------------------- | ----------------------- | -------------------------------------------------------------------------------------------- |
| Larissa Marolt                                                                                  | Larissa Marolt                   | 25. November 2009       | Gewinnerin von Austria’s Next Topmodel 2009, Achtplatzierte von Germany’s Next Topmodel 2009 |
| Verena Wriedt                                                                                   | Verena Wriedt                    | 16. Dezember 2009       | Sat.1-Moderatorin des Boulevard-Magazines STARS & STORIES                                    |
| Marie Nasemann                                                                                  | Amanda Stern, geb. Sybille Klein | 15. bis 27. Januar 2010 | Drittplatzierte von Germany’s Next Topmodel 2009                                             |
| Ben Blümel                                                                                      | Dick Rockerty                    | 2. bis 4. März 2010     | Deutscher Popsänger, Fernsehmoderator und Schauspieler                                       |
| Queensberry Leonore Bartsch, Gabriella De Almeida Rinne, Antonella Trapani und Victoria Ulbrich | Queensberry                      | 24. bis 25. März 2010   | Deutsche Girl-Band, Siegerband von Popstars 2008                                             |
| Bernhard Brink                                                                                  | Patient                          | 25. Juni 2010           | deutscher Schlagersänger und Moderator                                                       |
| Livingston                                                                                      | Livingston                       | 28. Juni 2010           | britische Rock-Band                                                                          |
| Giulia Siegel                                                                                   | Mariella Freifrau von Weyher     | 16. bis 22. Juli 2010   | Model und DJ, Tochter von Ralph Siegel                                                       |
| Tony Marshall                                                                                   | Tony Marshall                    | 21. Juli 2010           | Schlagersänger                                                                               |

## Sonstiges
- Eine wie keine spielte im selben Serienuniversum wie Anna und die Liebe. In Folge 400 von Anna und die Liebe erwähnte die Serienfigur Brigitte, dass sie ein Duschbadpulver für 120 € aus dem Aden bestellt hat.
- Das Haus von Karin Keller war dasselbe Haus, welches als Außenansicht des Hauses der Plenskes in der Serie Verliebt in Berlin diente. Beide Telenovelas liefen bei Sat.1
- Die letzte Folge wurde auf dem Außendrehort des Kiezes von GZSZ auf dem Filmpark Babelsberg gedreht. Arne Stephan hat in seiner GZSZ-Zeit schon auf dem Kiez als Marc Hansen gedreht.
- Als die Serie im Fernsehen schon nicht mehr lief, wurde bei „Anna und die Liebe“ erwähnt, dass Julians Vater Theodor vier Wochen im Aden verbracht hat.

## Regie (Auswahl)
| Regisseur(in)        | Folgen                  |
| -------------------- | ----------------------- |
| Hans-Henning Borgelt | 1–5, 51–55              |
| Micaela Zschieschow  | 11–15, 156–159          |
| Lars Morgenroth      | 46–50, 121–125          |
| Michael Kaleve       | 51–55, 71–75            |
| Conny Dohrn          | 56–60, 86–90, 111–115   |
| Olaf Götz            | 61–65, 96–100           |
| Seyhan Derin         | 66–70                   |
| Peter Zimmermann     | 76–80                   |
| Kai Meyer-Ricks      | 81–85, 131–135, 151–155 |
| Julia Peters         | 101–105, 140–145        |
| Tina Kriwitz         | 116–120                 |
| Franziska Hörisch    | 126–130                 |
| Markus Hansen        | 136–140                 |